# 高柳郁弥
高柳 郁弥（たかやなぎ ふみや、2000年10月4日 - ）は、埼玉県出身のプロサッカー選手。Jリーグ・ギラヴァンツ北九州所属。ポジションはミッドフィールダー（MF）。

## 略歴
大宮アルディージャのアカデミー出身。ユース時代の2018年には日本クラブユース選手権準優勝を経験している。しかしトップチームに昇格することはできず、東洋大学に進学した。
2022年6月23日、2023年シーズンからの大宮アルディージャ加入内定、ならびに特別指定選手認定が発表された。7月2日、J2第24節のいわてグルージャ盛岡戦で途中出場し、Jリーグデビューを果たした。
2024年7月、ガイナーレ鳥取へ期限付き移籍。レギュラーに定着し15試合に出場した。
2025年、ギラヴァンツ北九州へ期限付き移籍。

## 所属クラブ
- 尾間木スポーツ少年団
- 大宮アルディージャJr.ユース
- 大宮アルディージャユース
- 東洋大学
  - 2022年6月 - 同年11月  大宮アルディージャ（特別指定選手）
- 2023年 -   大宮アルディージャ
  - 2024年7月 -  同年12月  ガイナーレ鳥取（期限付き移籍）
  - 2025年 -   ギラヴァンツ北九州（期限付き移籍）

## 個人成績
| 国内大会個人成績 | 国内大会個人成績 | 国内大会個人成績 | 国内大会個人成績 | 国内大会個人成績 | 国内大会個人成績 | 国内大会個人成績 | 国内大会個人成績 | 国内大会個人成績 | 国内大会個人成績 | 国内大会個人成績 | 国内大会個人成績 |
| 年度             | クラブ           | 背番号           | リーグ           | リーグ戦         | リーグ戦         | リーグ杯         | リーグ杯         | オープン杯       | オープン杯       | 期間通算         | 期間通算         |
| 年度             | クラブ           | 背番号           | リーグ           | 出場             | 得点             | 出場             | 得点             | 出場             | 得点             | 出場             | 得点             |
| 日本             | 日本             | 日本             | 日本             | リーグ戦         | リーグ戦         | リーグ杯         | リーグ杯         | 天皇杯           | 天皇杯           | 期間通算         | 期間通算         |
| ---------------- | ---------------- | ---------------- | ---------------- | ---------------- | ---------------- | ---------------- | ---------------- | ---------------- | ---------------- | ---------------- | ---------------- |
| 2022             | 大宮             | 32               | J2               | 1                | 0                | -                | -                | 0                | 0                | 1                | 0                |
| 2023             | 大宮             | 32               | J2               | 36               | 1                | -                | -                | 2                | 0                | 38               | 1                |
| 2024             | 大宮             | 8                | J3               | 9                | 0                | 1                | 0                | 2                | 0                | 12               | 0                |
| 2024             | 鳥取             | 26               | J3               | 15               | 2                | -                | -                | -                | -                | 15               | 2                |
| 2025             | 北九州           | 32               | J3               |                  |                  |                  |                  |                  |                  |                  |                  |
| 通算             | 日本             | 日本             | J2               | 37               | 1                | -                | -                | 2                | 0                | 39               | 1                |
| 通算             | 日本             | 日本             | J3               | 24               | 2                | 1                | 0                | 2                | 0                | 27               | 2                |
| 総通算           | 総通算           | 総通算           | 総通算           | 61               | 3                | 1                | 0                | 4                | 0                | 66               | 3                |

出場歴
- Jリーグ初出場 - 2022年7月2日 J2第24節 いわてグルージャ盛岡戦 (いわぎんスタジアム)
- Jリーグ初得点 - 2023年6月24日 J2第22節 いわきFC戦 (NACK5スタジアム大宮)
- 2022年は特別指定選手